# Lyn

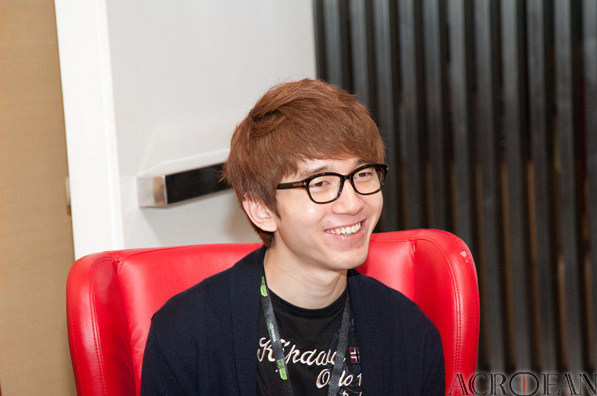
Lyn照片

Lyn（1987年1月12日—），原名朴俊（박준Lyn照片，韩国职业电子竞技选手，参与的项目有《魔兽争霸3》、《星际争霸2》。在魔兽项目中主要使用兽族。在World Cyber Games2011、Electronic Sports World Cup2010上均获得过魔兽3项目冠军，并于WGT2012上获星际2项目冠军。2010年加入WemadeFOX战队，2012年加入DK战队。至2014年，Lyn是魔兽争霸3项目中历史奖金金额仅次于Moon的选手。Lyn的妻子来自中国成都，目前长期定居中国成都。